# Las Fieras Fútbol Club (película)
Die wilden Kerle (titulada El equipo salvaje en Hispanoamérica o Las fieras fútbol club en España) es una película alemana de 2003 dirigida por Joachim Masannek. Está protagonizada por Jimi Blue Ochsenknecht, Wilson González Ochsenknecht y Constantin Gastman.
Está basada en Las Fieras Fútbol Club, una serie de libros de 14 volúmenes que cuentan las aventuras y la formación de un equipo de fútbol por chicos de 9 y 11 años, todo un éxito en Alemania desde su publicación. La inspiraron las experiencias del cineasta Joachim Masannek como entrenador de sus hijos de 11 y 13 años desde 1985, y ha sido él el encargado de llevar el proyecto a la gran pantalla.

## Sinopsis
Siete amigos de 9 y 11 años (León, Marlon, Joschka, Juli, Raban, Vanessa, Maxi, Markus, Deniz (solamente aparece en la segunda película), Nerv(en la tercera, cuarta y quinta película), Jojo, Fabi) apasionados del fútbol esperan como locos la llegada de la primavera para poder empezar a jugar otra vez. Pero cuando los muchachos se dirigen al terreno de juego, Michi el Gordo y sus temidos guerreros invencibles ya lo han ocupado. 
Para volver a recuperar su campo, los siete les desafían a un partido. En contra tienen que Michi y los suyos son más grandes y fuertes pero «Las Fieras» no están dispuestas a perder. Se toman muy en serio la revancha y se ponen a entrenar muy duro para ganar. Además cuentan con Billy, un exjugador de fútbol profesional que acepta entrenarlos pero en realidad iba borracho y les mintió ya que nunca fue un jugador profesional. Billy más que enseñarles a marcar, va a inculcarles la conciencia de equipo y los valores humanos que rigen dentro y fuera del terreno de juego. Las Fieras se van a convertir en el mejor equipo del campeonato juvenil y en los mejores amigos del mundo.

## Producción
La película se filmó en la República Checa en el 2002.

## Reparto
| Personaje    | Actor original         | Doblaje al español   |
| ------------ | ---------------------- | -------------------- |
| Leon         | Jimi Blue Ochsenknecht | Abraham Vega         |
| Raban        | Raban Bieling          | Manuel Díaz          |
| Fabi         | Constantin Gastmann    | Alejandro Orozco     |
| Markus       | Leon Wessel-Massanek   | Isabel Martiñón      |
| Papá de Maxi | Uwe Ochsenknecht       | Pedro D'Aguillón Jr. |